# Khaled Salih
Khaled Salih, född 16 februari 1957, är en kurdisk-svensk statsvetare och politiker, ursprungligen från södra Kurdistan.
Khaled kom till Sverige 1981. Han tog 1996 en doktorsexamen i statskunskap vid Göteborgs universitet med en avhandling om Iraks historia mellan 1941 och 1958. Han har undervisat i Mellanösternstudier, först i Göteborg och därefter 1997–2009 vid Syddansk Universitet i Odense. 
Tidigare har Khaled varit rådgivare åt Kurdistans regionala regerings (KRG:s) premiärminister Nechirvan Barzani, främst inför skapandet av den irakiska nya konstitutionen.
Khaled flyttade från Sverige till Kurdistan efter att ha fått posten som den kurdiska regeringens (KRG) officiella talesman, vilket han var mellan maj 2006 och maj 2007.
2012 tillträdde han posten som vice-rektor vid University of Kurdistan Hewlêr.